# Groupe de NGC 7550
Le groupe de NGC 7550, la galaxie la plus lumineuse du groupe, comprend au moins trois galaxies situées dans la constellation de la Pégase qui sont indiquées dans un article publié en 1988 et par la base de données Simbad. La distance moyenne entre ce groupe et la Voie lactée est de 67,8 ± 4,7 Mpc (∼221 millions d'al) où incertitude est égale à la moyenne des incertitudes.
Ce groupe de galaxie est aussi désigné par la base de données NASA/IPAC comme WBL 700, du nom des auteurs ayant publié un article en 1999. Une quatrième galaxie s'ajoute aux galaxies aux trois précédentes. Malheureusement, les désignations des galaxies ne sont pas indiquées dans cet article, mais il s'agit sans doute de NGC 7558 dont la distance de Hubble égale à 70,95 ± 5,03 Mpc (∼231 millions d'al) est comparable à celle des galaxies du triplet. NGC 7553, membre du groupe compact de Hickson 93, est une galaxie relativement éloignée à 124,54 ± 8,75 Mpc (∼406 millions d'al).

## Membres
Le tableau ci-dessous résume les propriétés de ces trois galaxies.
| Nom      | Classification     | Type                        | α (J2000.0)      | δ (J2000.0)     | Vitesse radiale (km/s) | Magnitude apparente | Distance (Mpc) | Dimension (kal) |
| -------- | ------------------ | --------------------------- | ---------------- | --------------- | ---------------------- | ------------------- | -------------- | --------------- |
| NGC 7547 | (R')SAB0/a?(s) pec | Lenticulaire particulière   | 23h 15m 03.4506s | 18° 58′ 24.192″ | 4772 ± 1               | 13,7                | 65,0 ± 4,6     | 103             |
| NGC 7549 | SB(s)cd pec        | Spirale barrée particulière | 23h 15m 27.2735s | 19° 02′ 30.087″ | 4772 ± 8               | 13,0                | 65,0 ± 4,6     | 103             |
| NGC 7550 | SA0-               | Lenticulaire                | 23h 15m 16.0800s | 18° 57′ 41.040″ | 4960 ± 15              | 12,2                | 67,8 ± 4,8     | 113             |
| NGC 7553 | S0                 | Lenticulaire                | 23h 15m 33.1011s | 19° 02′ 53.496″ | 5173 ± 34              | 14,4                | 71,0 ± 5,0     | 60              |

Le site DeepskyLog permet de trouver aisément les constellations des galaxies mentionnées dans ce tableau ou si elles ne s'y trouvent pas, l'outil du site constellation permet de le faire à l'aide des coordonnées de la galaxie. Sauf indication contraire, les données proviennent du site NASA/IPAC.